# 月刊やさい通信
『月刊やさい通信』（げっかんやさいつうしん）とは、NHK総合テレビジョンで2005年4月30日から2014年3月30日まで原則として毎月最終週（7月と12月は除く）に放送された野菜専門の情報番組である。

## 概要
野菜にまつわる新しい話題から野菜づくりの魅力などを楽しく紹介する。時には果物を取り上げることもある（2012年6月号の「さくらんぼ」がその例の一つ）。

## 放送時間
総合テレビ
- 2005年4月 - 2006年3月
  - 7月・12月放送分を除く毎月最終土曜日 11:00 - 11:30
- 2006年4月 - 2014年3月
  - 7月・12月放送分を除く毎月最終日曜日 6:15 - 6:45
2012年4月放送分以降は、初回放送から4日後の木曜日12:20 - 12:43（祝日は12:15 - 12:38）にもその週で放送された内容を23分間に再編集したものが再放送扱いとして『サラメシ』の再放送に代わって放送された。

Eテレ
- 7月・12月放送分を除く毎月最終金曜日 12:00 - 12:30（2012年3月末をもって打ち切り。事実上、上記の総合テレビ木曜日放送の23分短縮版に移行）

NHK衛星第2テレビジョン（2011年3月をもって放送打ち切り）
- 2005年4月 - 2009年11月
  - 7月・12月放送分を除く毎月最終火曜日 26:30 - 27:00
- 2010年2月 - 2011年3月
  - 7月・12月放送分を除く毎月最終水曜日 15:00 - 15:30

付記
- その他、NHKワールド・プレミアムでも総合テレビと同時放送されていた[1]。なお、木曜日の再放送は、東北地方では『被災地からの声』に差し替えられていた。近畿地方は、2012年4月から同年10月まで『もういちど“カーネーション”』に差し替えられていたが、同年11月1日（10月号）の放送から再放送が開始された。また、2013年3月までは北海道地方も不定期で『ネイチャリング北海道』の再放送に差し替えられる場合があった。
- 月によっては曜日配列の都合上、木曜日の23分短縮版を初回放送扱いとする場合があった。この場合、NHKワールド・プレミアムでは別の番組に差し替えられていた。
- 放送がない7月と12月は前者では大抵は『1000万人ラジオ体操・みんなの体操祭』の中継時期と重なり、後者も年末年始の特集番組が編成されていた。

## 主なコーナー
- 糸井重里の明日の野菜
- はじめようプランター菜園
- みんなでつくろうおいしい野菜
- 菜園の達人Q&A
- ジャム通信 - 糸井が自家製のジャムを持ち込んで紹介する。

## 出演者
- 糸井重里[2]
- クリス智子
- 山本謙治（農産物流通コンサルタント）
- 内田也哉子（ナレーション）
- 山本百合子（ナレーション）
- 鈴木麻里子（ナレーション）